# Isi Kunath
Isolde „Isi“ Kunath (* 1963 in Mainsche, Niedersachsen) ist eine deutsche Künstlerin und Fotografin.

## Leben

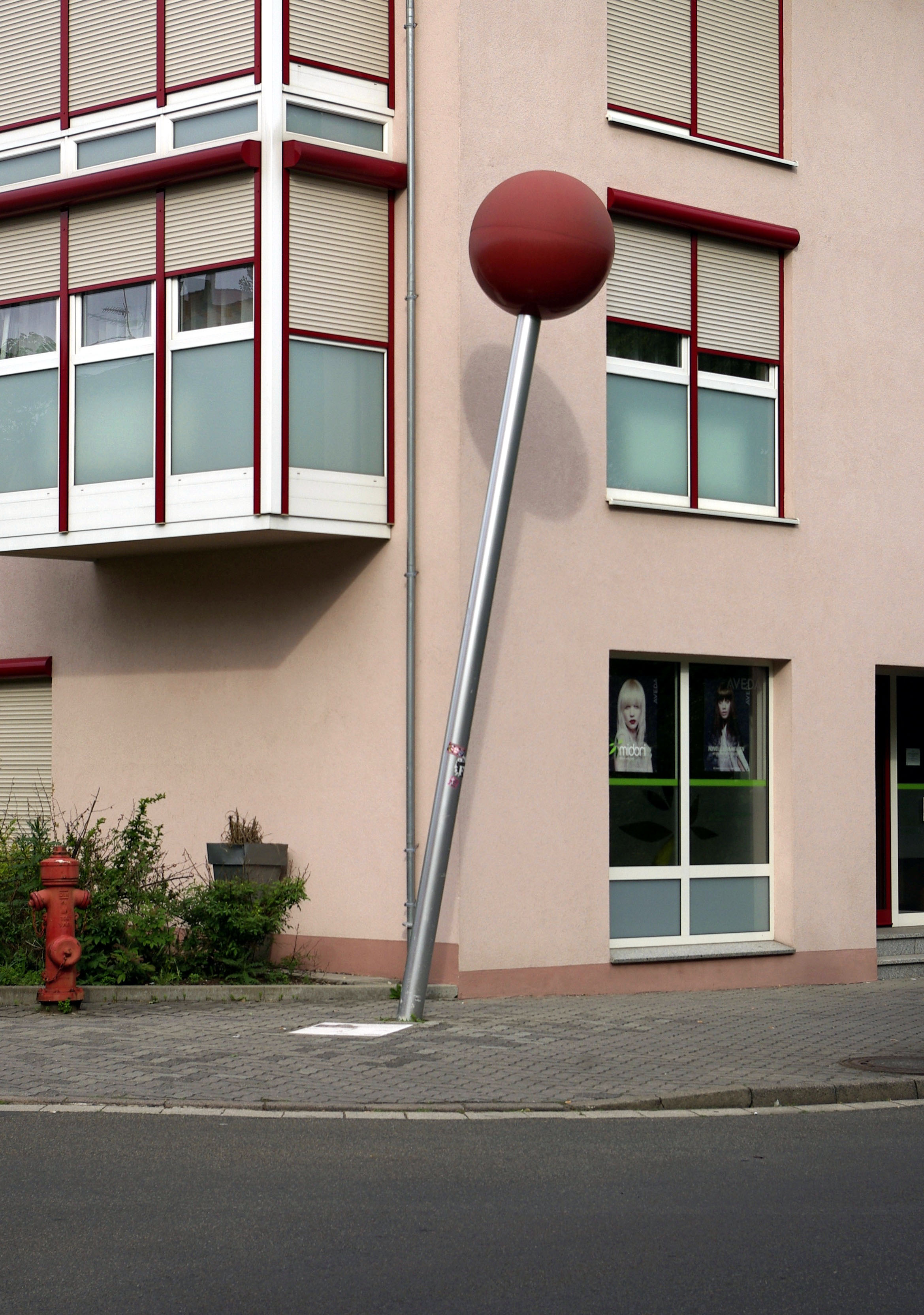
Stecknadel in Erlangen

Isi Kunath studierte von 1991 bis 1997 Freie Kunst an der Akademie der Bildenden Künste Nürnberg. 1995 unternahm sie eine sechsmonatige Studienreise nach Japan und verbrachte anschließend ein Jahr als DAAD-Stipendiatin an der Gerrit Rietveld Akademie in Amsterdam, wo sie sich hauptsächlich dem Skulptur-Studium widmete. Sie kehrte 1998 für ein Jahr an die AdbK Nürnberg zurück, um ein Aufbaustudium über Kunst im öffentlichen Raum zu absolvieren.
Bekannt sind besonders ihre überdimensionalen Stecknadel-Skulpturen, die 2002 in Erlangen zur 1000-Jahr-Feier installiert wurden und zu einem Wahrzeichen der Stadt wurden. Aufgrund von Alterserscheinungen mussten sie 2015 abgebaut werden.
Isi Kunath lebt in München.

## Auszeichnungen
- Jahresstipendium für den wissenschaftlichen-künstlerischen Nachwuchs vom Ministerium für Wissenschaft, Forschung und Kunst des Landes Bayern
- Erster Preis des Akademie Wettbewerbes der Dannerstiftung
- 2012 Kulturpreis der Stadt Erlangen

## Einzelausstellungen (unvollständig)
- 2001: Isi Kunath – nothing personal – Kunstpalais Erlangen, Erlangen
- 2009: Shooting Through My Thoughtlessness – De Meerse, Hoofddorp

## Gruppenausstellungen (unvollständig)
- 2001: Description and image »Isi Kunath« / »Verena Manz« – Debütantenausstellung – Kunsthaus Nürnberg, Nürnberg
- 2006: Schein sein – Leipziger Baumwollspinnerei, Leipzig
- 2007: FREMD GEHEN – Isi Kunath – Evelyn Taocheng Wang – Shanghai Duolun Museum of Modern Art, Shanghai
- 2007: to another commonplace – Mart House Gallery, Amsterdam
- 2008: Isi Kunath en Martina Ziegenthaler – De Meerse, Hoofddorp
- 2009: Belief Unlimited – Platform3 – Räume für zeitgenössische Kunst, München